# National Historic Sites of Canada
National Historic Sites of Canada (Frans: Lieux historiques nationaux du Canada) zijn plaatsen die door de Canadese overheid (minister van milieu) aangeduid zijn als sites van nationaal historisch belang. Op heden zijn er 987 van zulke sites aangeduid, waarvan Parks Canada er 171 onder zijn toezicht heeft en de rest onder het toezicht van lokale bestuurslagen staan. De National Historic Sites liggen verspreid over alle provincies en territoria van Canada, met daarenboven twee sites op Frans grondgebied (namelijk het Beaumont-Hamel (Newfoundland) Memorial en het Canadian National Vimy Memorial).

## Erkenning
Om als National Historic Site erkend te worden, moeten potentiële sites aan minstens een van de onderstaande voorwaarden voldoen:
- een uitzonderlijke creatieve prestatie op het vlak van concept en ontwerp, technologie of planning, of een belangrijke fase in de ontwikkeling van Canada illustreren;
- een culturele traditie, een manier van leven of ideeën die belangrijk zijn voor de ontwikkeling van Canada (geheel of gedeeltelijk) illustreren of symboliseren;
- expliciet en zinvol geassocieerd of geïdentificeerd worden met personen die van nationaal historisch belang worden geacht; of
- expliciet en zinvol geassocieerd of geïdentificeerd worden met gebeurtenissen die van nationaal historisch belang worden geacht.

## Galerij

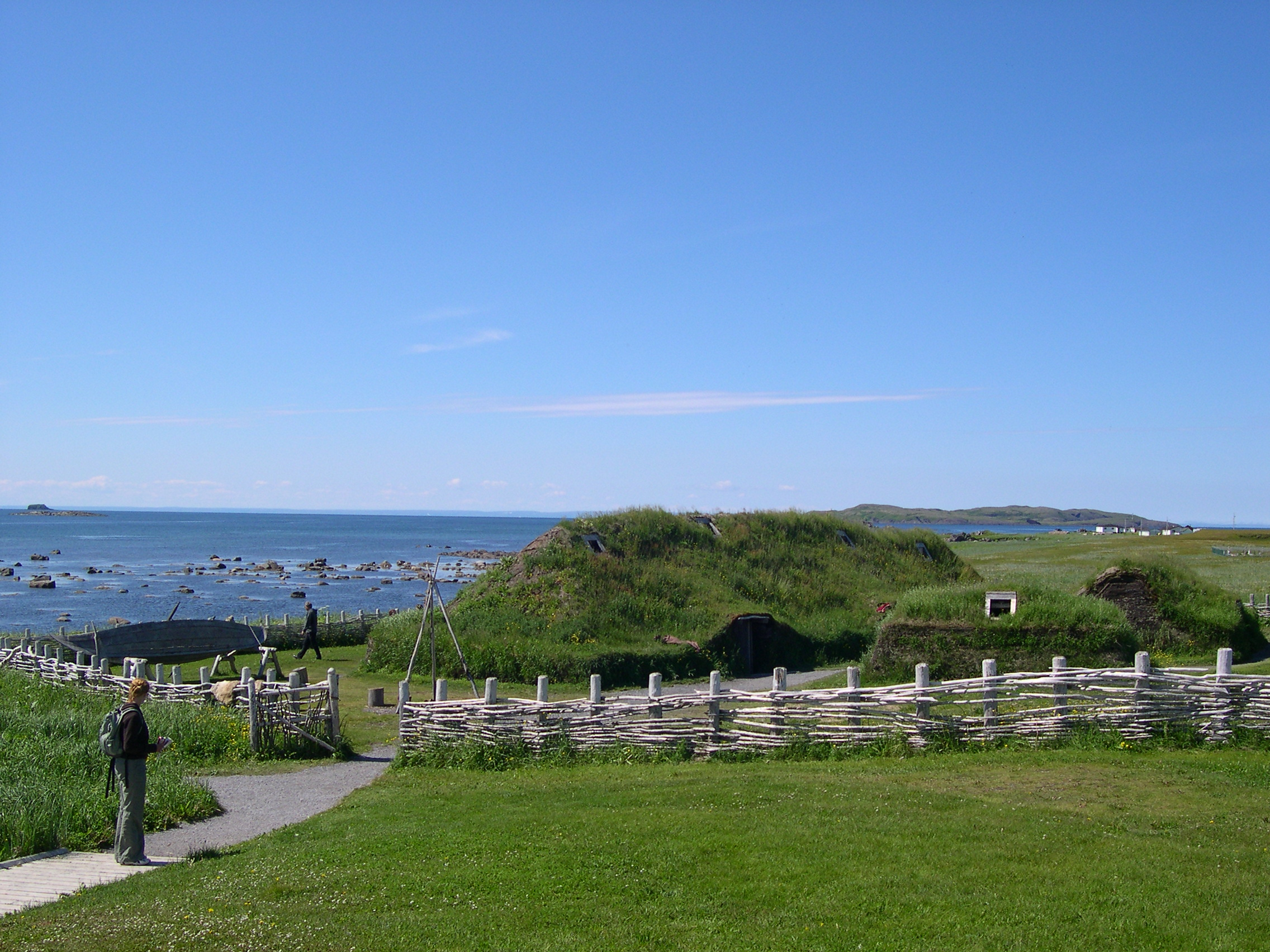
L'Anse aux Meadows, de enige Vikingnederzetting in Canada
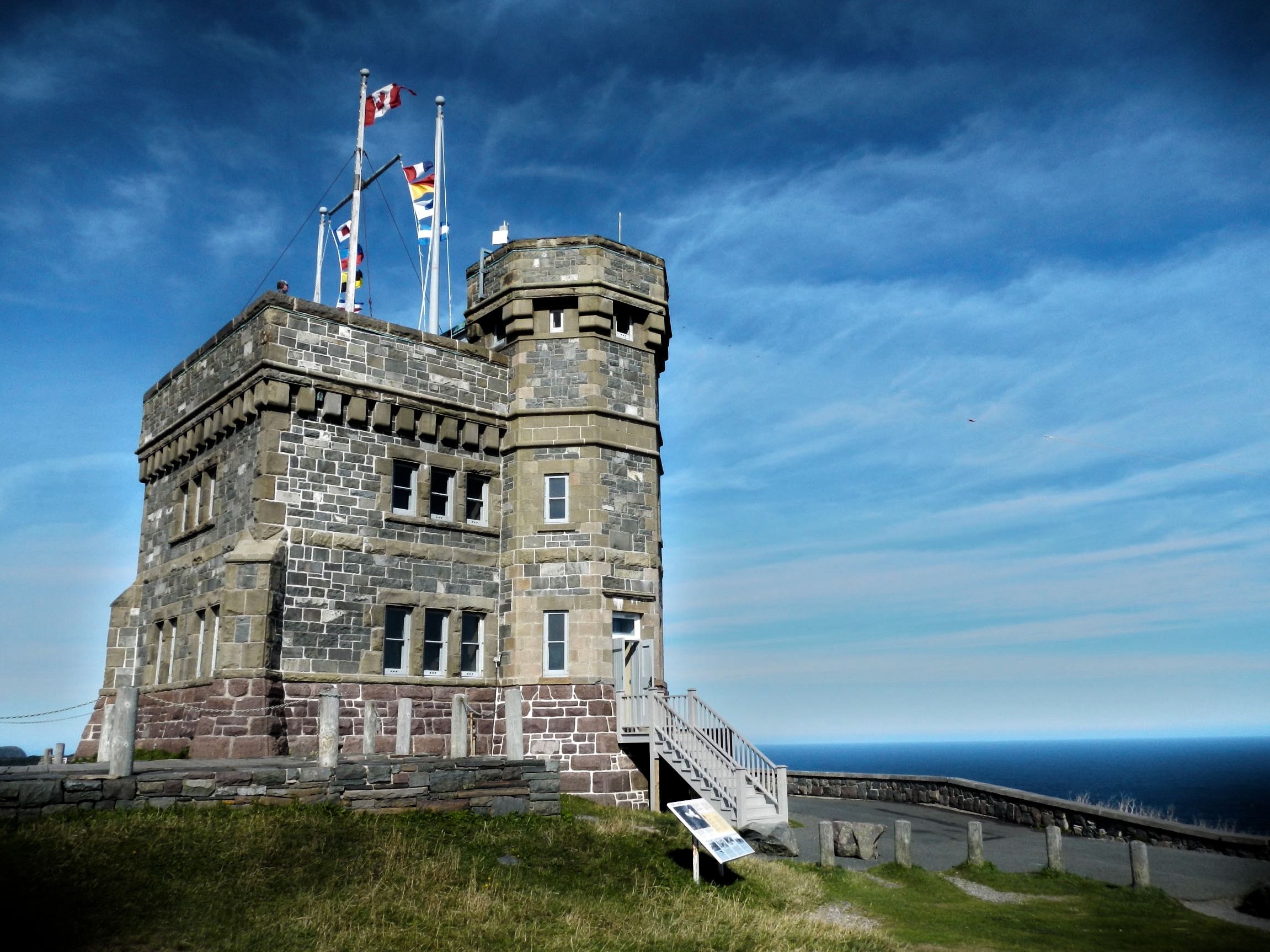
Signal Hill en Cabot Tower in St. John's
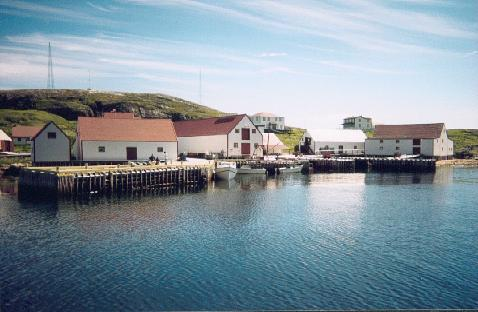
De historische vissersnederzetting Battle Harbour in Labrador